# Jerry Portnoy
Jerry Portnoy, (Chicago vagy Evanston, 1943. november 25. –) amerikai szájharmonikás, blueszenész. Azok egyike, aki Muddy Watersszel és Eric Claptonnal is turnézott. 
Az egyik legizgalmasabb zenész, akivel valaha együtt játszottam.

## Pályafutása
Portnoy Chicagóban nőtt fel. Az 1940-es évek végén hallott először a bluest apja szőnyegboltja előtt, a Maxwell Street-i piacon.Portnoy 1970-ben kezdett fellépni. Johnny „Man” Young (gitár/mandolin) együttesével turnézott Közép-Nyugaton. Két évvel később otthagyta Johnny Youngot, de továbbra is fellépett a Közép-Nyugaton John Littlejohn gitáros, később Sam Lay dobos bandájában.
Egy ideig a Checkerboard Lounge házizenekarának is tagja volt. 
1974 májusában csatlakozott a Muddy Waters Blues Bandhez. Velük játszott az „I'm Ready, a Muddy 'Mississippi' Waters Live és a King Bee” című albumokon. 1980 júniusáig maradt, amikoris a Waters Band többi tagjával (Pinetop Perkins, Willie „Big Eyes” Smith és Calvin „Fuzz” Jones) megalakította a The Legendary Blues Bandet. 1986-ig maradt ott.
A „Life of Ease 1981”-ben, a „Red Hot and Blue” lemez két évvel később jelent meg. Némi szünet után 1987-ben Ronnie Earl kérésére segített egy új zenekar alapításában (Broadcasters) lett. 1989-ben Portnoy megalakította saját zenekarát Streamliners néven. 1991-ben adták ki lemezüket. Ugyanebben az évben Eric Clapton meghívta Portnoyt, hogy álljon be egy all-star blueszenekarba a londoni RRoyal Albert Hallban megrendezett hat blues show-ra. 1993-ban csatlakozott Claptonhoz és 1996-ig vele maradt.
Portnoy hat kontinens huszonnyolc külföldi országában lépett fel, többek között a Fehér Házban, a Carnegie Hallban, a Radio City Music Hallban, a Smithsonianban, a Newport Jazz Festivalon és más jelentős fesztiválokon. 1996-ban Grammy-díjra jelölték a Muddy Waters Tribute Band-el végzett munkájáért. 1997-ben kiadott egy oktatócsomagot, a „Jerry Portnoy Blues Harmonica Masterclass” című művét. 2001-ben kiadta második szólóalbumát, a „Down in the Mood Room”-t. Elérhető egy online szájharmonikázási oktatóanyaga.

## Albumok
- MusicBrainz
- Wayback Machine

## Fordítás
Ez a szócikk részben vagy egészben  a   Jerry Portnoy című angol Wikipédia-szócikk ezen változatának fordításán alapul.  Az eredeti cikk szerkesztőit annak laptörténete sorolja fel. Ez a jelzés csupán a megfogalmazás eredetét és a szerzői jogokat jelzi, nem szolgál a cikkben szereplő információk forrásmegjelöléseként.